# エメラルドドラゴン
『エメラルドドラゴン』 (EMERALD DRAGON) は、バショウハウスとグローディアが開発したコンピュータRPG。
まず、パソコン用として1989年にPC-8801mkIISR (PC88) 版とPC-9801VM/UV以降 (PC98) 版が、後年にはX68000 (X68k) 版やMSX2版、そしてFM TOWNS (TOWNS) 版が発売された。その後、メディアワークスの主導によってPCエンジン (PCE) やスーパーファミコン (SFC) などの家庭用ゲーム機にも移植された。
劇中に登場するキャラクターや地方などの名称のほとんどは、ゾロアスター教に関連している。

## ゲームシステム
グローディアでの前作に当たる『サバッシュ』のシステムを受け継いでいる。160平方メートルを越える広大かつ複雑なマップと、ハードの限界に挑んだ滑らかな画面スクロール処理、AIを使ったタクティカルコンバット風の戦闘システムといった当時のパソコンゲームの先端を行く技術が投入された点に加え、味方が1人倒されただけで即ゲームオーバーとなる、AIの思考パターンについてもタムリンがレベルが上がると回復魔法をピンチ時に唱えてくれない、ハスラムが無謀な特攻をする、サオシュヤントの矢が全然当たらないなど、後々の他社作品ではまず考えられないような作り込みの甘い部分も特徴であった。その後、このシステムは『ヴェインドリーム』や、ライトスタッフの『アルシャーク』へ改良を重ねながら受け継がれることとなる。なお、普通にプレイしていればクリア時のレベルは100を越える。
また、アイテム次第でマップが表示できたり、次の謎解きのヒントが出る「相談」コマンドがあるほか、PC88版ではセーブデータをユーザーディスクに8か所・ゲームディスクにも1か所保存できるなど、当時としてはユーザーフレンドリーなシステムになっている。条件を満たすと入れる3つのサブシナリオや、機種限定でシューティングゲームなどのサブゲームが楽しめたりするオマケ要素もある。
ビジュアルシーンと呼ばれるアニメ絵がオープニングだけでなく本編中にも何回か入るほか、ストーリー重視のために攻略の自由度は高くなく、ノベル調のテキストをひたすら読ませる傾向にある。
PC88版とPC98版には致命的なバグ（後述）があり、回避方法を知らずにプレイすると行き詰まってしまうこともあった。
なお、『サバッシュ』の原作者である三遊亭圓丈によると、本作は『サバッシュ』以上に売れたとのことだが、同作に存在するとあるダンジョンとまったく同じデザインのダンジョンが、本作にも存在するそうである。

### パーティーの成長
アトルシャンとタムリン以外のキャラクターは装備の変更こそ彼らと同様に可能だがEXP（経験値）の概念がなく、イベントで発生する入れ替わりによってパーティー全体の強さが向上していく（パーティーから一旦外れたキャラクターは、再び加わるまでの間に強くなっている）。そのため、長期参加しているキャラクターはイベントなどで強化されない限り、相対的に弱くなってしまう傾向にある。特に、ハスラムについてはアトルシャンのような成長がないことに加え、AIの思考パターンによって接近戦に出てはダメージを受けるために中盤以降はこの影響が大きく、後期バージョン（PC98版以降）ではワラムルの薬による強化イベントが追加された。
| 時期                             | 3人目 （近・中距離戦士） | 4人目 （中距離戦士、魔法使い、弓使い） | 5人目 （魔法使い、弓使い） |
| -------------------------------- | ------------------------ | -------------------------------------- | -------------------------- |
| フラワルドの屋敷攻略まで         | バルソム                 | -                                      | バギン                     |
| ザーマの砦攻略まで               | ハスラム                 | ファルナ                               | バギン                     |
| 魔軍前線司令部攻略まで           | ハスラム                 | ファルナ                               | -                          |
| ゴーメズの巣攻略まで             | -                        | ファルナ                               | ヤマン                     |
| オストラコンの脅迫まで           | ホスロウ                 | （強化）ファルナ                       | -                          |
| ミスラ・ミフルの砦攻略まで       | ホスロウ                 | ファルナ                               | （強化）ヤマン             |
| フシュルヌムの館まで             | カルシュワル             | -                                      | サオシュヤント             |
| ドゥルグワント城攻略まで         | カルシュワル             | （強化）ホスロウ                       | サオシュヤント             |
| （メリルの章）                   | メリル                   | ホスロウ                               | サオシュヤント             |
| 魔王殿まで                       | （強化）ハスラム         | ホスロウ                               | サオシュヤント             |
| （ミスティーナの章、サギーの章） | （強化）ハスラム         | ミスティーナ、サギー                   | （強化）サオシュヤント     |
| 最終決戦                         | ハスラム                 | （強化）ファルナ                       | サオシュヤント             |

## 発売機種
諸般の事情により、X68000版以前の作品は版権がバショウハウス（元の発売元）、グローディア（開発元）、ライトスタッフ（グローディアから独立した一部のスタッフが立ち上げた新会社）の3社に分断される、という複雑な状況になっている。PCエンジン版以降の作品はメディアワークスに統括されている（メディアワークスから小説版（後述）を出した篠崎砂美によると、PC-98版の地形に準じた内容の口絵にPC-98版の地図画像を使いたかったが、使えなかったためにPCエンジン版のものが使われたという）。
3社への働きかけは当初、角川書店の角川メディアオフィス (KMO) で進められていた（当時の『マル勝PCエンジン』ではその一環として『Ga-Ryu［牙龍］』を連載しており、終盤のファンページ後半には移植決定を匂わせる一文まで掲載した）。
※ メディアワークス・角川書店は現在KADOKAWAに吸収され、ブランドとしてのみ存在している。これ以降は発売当時の企業名で記載し、“ 現・”の記述は省略した（なお、KMO社はKADOKAWAグループのマーケティング企業に特化しており、製作事業は行っていない）。

### PC-8801mkIISR以降版
開発：グローディア / 発売：バショウハウス / 発売日：1989年12月12日
フロッピーディスク (FD) 6枚組。サウンドボードII対応。アナログRGB8色対応だが、デジタルRGBでもプレイは可能。8MHzでは、後に発売されたPC98版をV30CPU搭載機種でプレイした時よりもスクロールが速い。ジェルメスの洞窟でドラゴンゾンビを倒した後はアヴェスタを「1歩前に出て」取る必要があり、これに気づかずに外へ出てしまうとクリア不能になるバグがある（PC98版以降では、自動的に取るように変更された）。製品とは別に、BGMと未使用CGを収録したスペシャルディスクが存在する。

### PC-9801VM/UV以降版
開発：グローディア / 発売：バショウハウス / 発売日：1989年12月22日
FD3枚組。内容はPC88版とほぼ同等だが、サウンドはPC-9801-26Kのみの対応(当時はSB2に相当する73/86音源は未発表)。PC88版と発生条件は異なるものの、これにもクリア不能になるバグ（3つあるサブシナリオのうち「サギーの章」で手に入る「粒子カッター」をファルナに装備させると、ボス戦2か所でバグが発生してホルスの街へ入れなくなり、「E・JUNの責任」と表示される）がある。また、厳密にはバグではないが、PC-9801DAなどのNEC製PC-9800シリーズ後期の一部機種では、電源投入前に本体動作クロック周波数をPC-9801VM同等の8MHzに落としておかないとBGMが鳴らないばかりか、ゲームディスク起動直後にアトルシャンが祈りの丘へ降り立つと同時にフリーズしてしまう。最初から始めるにしろ途中から始めるにしろ、起動直後は必ずここから始まるので、電源投入前にクロックを落としておかない限り、この不具合を回避する術はない。なお、PC88版同様、BGMと未使用CGを収録したスペシャルディスクが存在する。

### X68000版
開発・発売：グローディア / 発売日：1990年12月6日
FD6枚組。上記にある諸般の事情と木村明広のライトスタッフへの移籍により、ビジュアル関連は別人による全面描き直しが行われた。移植の際にプログラムが見直され、ほぼノーバグとなっている。

### MSX2版
開発・発売：グローディア / 発売日：1990年12月26日
FD5枚組。機種性能(SCREEN7:高解像度モードだが描画速度は遅い)に起因してスクロールが他機種より非常に遅いが、作中で削られた要素はサブゲームのシューティング程度であり、MSXturboRの発表直後かつMSX2/2+シリーズの末期に発売されたため、ユーザーからはそれなりに支持を得る。画面の横解像度が横512ドットとPC88版やPC98版の640ドットやX68k版の768ドットより低いため、レベル表示がメイン画面からは削除されている（パッケージ裏の開発版の画面では表示されている）。またマップ表示も細かい部分が潰れており、大まかな現在位置を知ることができる程度で、迷路の道順確認ができなくなっている。MSX-MUSICのみに対応しており、標準音源であるPSGには未対応のため、MSX2+以前のMSX-MUSICを内蔵していない機種では、MSX-MUSICカートリッジのFM-PACを装着しておかないとBGMが再生されない。ビジュアルシーンの絵柄はX68k版と同じ。ビジュアルシーン以外での顔の一枚絵はPC88版と同じだが、16色で着色し直されている。オープニングは横256ドットの256色表示モード（SCREEN8）に対応。漢字ROMが不要な反面ひらがなも多い。松下電器のワープロ内蔵機FS-4600Fではゲーム開始直後のタムリンの家に行くシーンでフリーズして正常に動作せず、後に不具合を修正した「FS-4600F専用版」が作成され、希望するユーザーには無償で交換が行われた。なお「専用版」と銘打たれてはいるが、実際には他のMSX本体でも動作する（一応、ユーザーが他の本体に買い換えた場合には、再度通常版との交換で対応とされていた）。

### FM TOWNS版
開発・発売：グローディア / 発売日：1992年5月28日
FD1枚組+CD-ROM1枚組。FDとは比べ物にならないCD-ROMの大容量を生かし、アーツビジョン所属の声優を起用したボイスが追加された。ビジュアルについては、グローディアに保管されていた木村明広によるPC88版&PC98版原画をフルカラーで取り込み、着色したものが用いられた。マニュアルでのキャラクター写真や画面紹介写真はX68k版と同じ。

### PCエンジン版
移植開発：アルファ・システム / 発売：NECホームエレクトロニクス / 発売日：1994年1月28日
CD-ROM1枚組。上記にある諸般の事情をメディアワークスが統括する形で解決、移植開発をアルファ・システムに発注する形で制作された。また、ライトスタッフから木村明広が出向し、キャラクターデザインに復帰。タイトルロゴも一新（ただし、オープニングで表示される分だけはTOWNS版パッケージやマニュアル準拠のフォント）され、SUPER CD-ROM2の機能を活かしたビジュアルシーンは全面描き下ろしである。プログラムを担当した岩崎啓眞や監修を担当した桝田省治によって、パソコン版にあったシステム周りやAIの思考パターンなどの問題点が改善されているため、ボリュームがやや増加しているにもかかわらず難易度はそれほど高くなく、快適にプレイできる。こちらも声優によるボイスあり（声優の面々はTOWNS版と異なる）。

### スーパーファミコン版
移植開発：アルファ・システム / 発売：メディアワークス / 発売日：1995年7月28日
ROMカセット1個組。ビジュアルに関してはPCE版から引き続き木村明広が担当したが、ゲーム内容に関してはROM容量の制限やハードの対象年齢もあってか、ビジュアルシーンやマップなどが大幅に簡略化されており、難易度もさらに引き下げられている。また、PCE版まで存在した3つのサブシナリオもまったく別のもの（「幽霊の町1」、「幽霊の町2」、「バニー5人集」）に差し替えられている。スーパーファミコンのソフトとしては異色と言える豪華なボイスも特徴。
「テーマは愛」というキャッチコピーで宣伝活動を進めたり、それまでのタクティカルコンバット風戦闘システムに、アトルシャンがドラゴンの姿に戻って戦うという、本来イシュ・バーンにおいては自殺行為に当たるはずの「ドラゴンチェンジ」が追加された。アイテムによってアトルシャンは戦闘中に、5種類の龍に姿を変えて、それぞれの持つ特殊能力を使うことができる。また、滅多に発生しないが、「アトルシャンのバカッ!」というタムリンの声を戦闘シーンで聴くことができる。絶妙のタイミングで導入される音声など、様々なアイデアによってオリジナル要素が加わり、SFC版はストーリーを重視したRPGとなる。

## あらすじ
聖地イシュ・バーン。そこはかつて人間とドラゴンが共存する理想郷だったが、何者かの手により龍族に対して、この地にその姿のままでいると絶命するという旨の呪いが掛けられた。力無き者から次々に倒れ骨と化していく中、やむなく聖地を追われることとなった彼らは、異次元の島にドラゴンのみが住む国「ドラゴン小国」（PCE版以降では「ドラグリア」）を作り、そこで暮らすようになった。
それから約2000年後のある日、ドラゴン小国の海岸に何故か人間のものと思しき難破船が漂着する。その中では幼女が一人生き残り、気を失っていた。長命ゆえか子宝には縁遠き龍族にとっては、目前で衰弱し消えかかっている命が龍族でなく人間であろうと、その尊さに変わりはない。ほどなくその幼女は救出されるが、彼女はそれまでの記憶を失っており、会話はできども自分の名前すら思い出せなくなっていた。そんな彼女を不憫に思った龍族の長老・白龍は彼女に「清き者」という意味を持つ「タムリン」の名を与え、人間に例えれば同じ年頃に当たる幼きブルードラゴンのアトルシャンと共に育てることにする。
やがて10数年が過ぎ、タムリンは美しき少女へ、アトルシャンは逞しきブルードラゴンへと成長した。だが白龍は、仲睦まじき2人の姿に、やはり人間は人間の中で生きるのが一番幸せなのではないか、と考えるようになり、彼女も自分を思いやるその意思を汲んで同意。夕陽が辺りを包む中、タムリンとの悲しき別れに際したアトルシャンは自らの立派な角を掴み折ると、痛みに耐えながら彼女に手渡す。この角で角笛を作り、困った時には吹くようにと言付けて。
アトルシャンもまた、自分のことを深く思いやってくれていたことを改めて知ったタムリンは、彼の角とそれに込められた思いを胸に、イシュ・バーンへの帰路に就くのだった。
そして、タムリンがドラゴン小国からイシュ・バーンへ戻って数年後。
かつて聖地と崇められていたそこは、約20年前に突如として現れた魔王ガルシアの率いる魔軍と、人間から寝返った魔将軍オストラコンにより蹂躙され、もはや荒廃していく一方にあった。タムリンは今こそ救いを求める時と確信し、祈りの丘でアトルシャンの角笛を吹く。
角笛の音は次元を越え、ドラゴン小国に今も生きるアトルシャンの元へ届いた。決意したアトルシャンは白龍を説得し、イシュ・バーンへ向かう許可と、人間に姿を変えて呪いから身を守るアイテム「銀の鱗」を得て、ドラゴン小国を後にする。
かくして、人間の姿となりイシュ・バーンの地に降り立ったアトルシャンは、タムリンと共に魔王討伐へと旅立つのであった。

## 登場キャラクター
声は、TOWNS版/PCE版とSFC版/ドラマCD版の順。ただしPCE版・SFC版とドラマCD版で同じ場合は統一表記した。

### 仲間になるキャラクター
アトルシャン
声 - 飛田展男 / 関俊彦
主人公の剣士。爽やかな顔立ちと赤毛の長髪が似合う人間の青年だが、本来の姿はドラゴン小国で数百年ぶりに生まれたブルードラゴン。タムリンとは兄妹同然に育てられた。
タムリンとの別れの際には自分の角を1本折って角笛にして渡している。その3年後、角笛の音は次元の壁を超えて届き、次元の壁を超えたアトルシャンは空を飛んでイシュ・バーンの地の祈りの丘に降り立ち、呪いから身を守るために「銀の鱗」で人間の姿となる。
主人公らしく装備は剣（大剣）や盾などの剣士系。それらは鎧類も含めてキャラクターデザイナー・木村明広のこだわりか、パソコン版と家庭用ゲーム機版と小説版でデザインが少しずつ異なっている。
なお、木村明広が自らキャスティングした関俊彦版がお気に入りであるとTwitterで明かしている。
最終決戦後はドラゴン小国へ戻ることもドラゴンの姿に戻ることもせず、人間としてタムリンと共にイシュ・バーンの地で生きていくことを選ぶ。
『エレメンタル ドラグーン』では「灼髪の剣士」名義で登場。本作の戦いの後も旅を続けたものの、種族故に人の悪意や悲しみを感じ取り易く、それに耐えきれず約7年後に旅を断念。タムリンと共に人里離れた島で隠遁生活を送っていたが、その3年後にこの世界に現れた邪気と龍族の気配を感じ取り、再び立ち上がる。声は関俊彦が担当。
タムリン
声 - 天野由梨 / 笠原弘子
魔法使いの少女。次元の壁を越えてドラゴン小国に流れ着いた難破船（後に超人類ホルスの王家の船と判明）の唯一の生き残り。その後12年間、アトルシャンとは兄妹同然に育てられた。誰とでも親しくなれる優しさを持っている。
ホルスの血によるものか魔法の才能を示して、魔法スタイルは攻撃系が主。魔法使いゆえ装備は軽いもの（小型弓や小型盾、杖など）しか装備できない。回復魔法も使えるが、PC版では終盤の高いレベルになると回復が必要な場面でもレイヴァース（極太の破壊光線を真正面に撃つ魔法。通称「タムリンレーザー」。PC88、PC98版ではAIは魔法を4つしか覚えられないため、レイヴァースを覚えると自動的にヒールを忘れてしまう）を撃つようになってしまう。さらにレベルが上がると混乱の魔法を使うことも多くなる。
最初は自身も含め誰もが彼女を人間と信じて疑わなかったが、ホルスの洞窟を抜けてティリダテスに遭遇した際、王家直系の血を引く身であり、本名もフィアル・ビム・ストラティであるという事実が判明。
最終決戦直前には、ティリダテスによりホルスとしての特殊能力（テレポスタの使用、ドラゴンに等しい寿命など）を打ち消され、人間同様の存在となる。
なお、SFC版では人間になった後もテレポスタを使えてしまうが、これはエメラルドドラゴンの助力を得てのことである。
『エレメンタル ドラグーン』では「青の魔導師」名義で登場。旅を続けられなくなったアトルシャンと共に島で静かに暮らしていたが、彼が再び戦いに向かうと同行する。声は笠原弘子が担当。
ハスラム
声 - 堀川亮 / 井上和彦
エルバードの王子という高貴な立場にありながら、戦闘の際には自ら率先して敵に立ち向かうスタイル（そしてこれにより悩まされるプレイヤーが多数いたため、PCE版以降は追加イベントが入ったほど）の剣士。
装備もアトルシャン同様に剣士系だが、物語後半ではレイピア系の刺突剣を用いるようになる。
カールされた金髪が良く似合う美形で、自他共に認めるプレイボーイという軽薄な表顔に反し、内面にはアトルシャン同様に真剣かつ熱いものを秘めている。
ファルナとは身分が違うにもかかわらず、何でも言い合える仲。また、他の誰よりも彼女を大事に思っており、SFC版では最終決戦後にファルナに正式にプロポーズ、男としてのケジメを見せた。
『エレメンタル ドラグーン』では「隣国の王子」名義でエピローグに登場。声は井上和彦が担当している。
ファルナ
声 - 鷹森淑乃 / 冬馬由美
ハスラムの侍女兼お目付け役を務める修道士（いわゆる僧侶戦士）。バギンを父として育った。ハスラムが死んだと思われた際には、仙神フシュルヌムに弟子入りしている。
杖や打撃武器を使ってハスラムをフォローする半面、盾は持てない。防具も戦士系に負けず劣らずだが、純粋な戦士系ではないために重量級は装備できない。
魔法スタイルは主に防御や回復。回復が一歩遅れがちなタムリンを頼りないと感じるプレイヤーが多いせいもあって、序盤と終盤ではかなり頼りになると評価されている。
ハスラムとは何でも言い合える仲である。想いを寄せてもいるが、身分の違いを気にしてはっきりと口にすることはない。
『エレメンタル ドラグーン』では「近衛の修道女」名義でエピローグに登場。声は冬馬由美が担当している。
バルソム
声 - ？ / 屋良有作
かつてはエルバード城の近衛兵を務めていた剣士。装備はアトルシャンの手本とも言える剣士系。
魔軍に通じていたフラワルド男爵の陰謀にはまって城を追放となり、ウルワンの町で酒浸りの毎日を送っていたが、アトルシャンたちの協力により彼の陰謀を暴くことに成功、討ち取って汚名を返上した。
その後は国王直々の陳謝の言葉を受け、近衛隊隊長として復職。もっとも、無類の酒好きなのは昔も今も変わらないようである。
ドラマCD版ではかつては近衛騎兵隊長であり、元部下に魔軍に通じた密偵と疑われて戦うが、ファルナによってフラワルド男爵の裏切りが伝えられたことで、ハスラムに頭を下げられる。
バギン
声 - 西村知道 / 藤本譲
イシュ・バーンにその人ありと謳われたほどの魔道士。ファルナの父であるが、血の繋がりはない。こちらはタムリンの手本のように軽装備を好むが、弓を装備させていてもINT（知性）が上がる便利な杖を隠し持っている。
マジュレスの洞窟に一人篭って魔神ゴーレムを封印し続けていたところ、アトルシャンたちの協力でこれを倒すことに成功、一行に加わる。
かつては魔軍に属していたが、ある作戦で負傷して動けなくなっていたところをナナイの村から逃れてきたフィトマに助けられて改心し、魔軍を脱退。その後、フィトマと共にオヴィングストンの洞窟へドラゴンオーブを求めて入ったところ、キラースコーピオンに襲われフィトマは絶命、バギン自身も未熟だったゆえにその場を逃げ出すしかなかった。その結果、まだ赤子だった彼の娘・ファルナを託された形となり、自分の娘として育て上げたという過去を持つ。
物語中盤、過去の罪を償おうとゴーメズの巣へ単身突入。手傷を負わせることに成功するも、倒すまでには至らず力尽きる。後から駆け付けたファルナの持つフィトマの指輪に全ての魔力を注ぎ込んだバギンは、愛する娘の腕の中で、謝罪の言葉と共に息絶えた。
ホスロウ
声 - 河合義雄 / 郷里大輔
レジスタンスの長。外見こそ強面で白髪の老人だが、その実力は自分より若いカルシュワルにも引けを取らないトップクラスを誇る。装備は戦士系で、ほぼカルシュワルと同様。
最初は共同作戦に託けてアトルシャン一行の実力を試したりもするが、内面はあくまで優しい「漢」である。かつてオストラコンに妻子を殺され、自らの右目も潰された過去を持つ。
魔王殿からの脱出の際には深手を負い、名医ワラムルの診療所に入院。治療の傍ら、完成したばかりの新薬を楽しそうに試す彼にベッドの中で怯える姿は、プレイヤーの笑いを誘った。
ドラマCD版ではパーティの人数制限（5人）がないため、最後までアトルシャンたちと共に戦った。
ヤマン
声 - 北島淳司 / 山寺宏一
ダードワの森に住む民の酋長の一人息子。ダードワの民であるため、話す言葉が片言。優しさと正義感に溢れる心を併せ持っているが、戒律ばかりを重んじる父の元ではそれを発揮できないという思いから、弓使いとしてアトルシャン一行に加わる。
シナリオの途中で死亡する設定であるが、機種によりそのストーリーが異なる。
パソコン版では町民に化けていた魔物の攻撃で死亡、PCE版ではさらにアトルシャンを庇って「格好良く」死亡、SFC版では弓の使い方を教えた見ず知らずの子供の誤射により胸を射貫かれ、弓を人に向けてはいけないと子供を諭して死亡する。
カルシュワル
声 - 沢木郁也 / 掛川裕彦 / 小野坂昌也
魔軍に抵抗するレジスタンスの一員。無数の傷痕が残る身体を支えている強靭な筋肉から生み出される怪力と、レジスタンス中最強と謳われるほどの実力の持ち主。装備は戦士系で、いわゆるポールウェポンを用いるため、盾は装備しない。また、ファルナとは違い本職の戦士ゆえ重量級の鎧を装備できるので、防御力も悪くはない。
かつて父であるエルバードの将軍・炎の英雄と呼ばれたジュリアスをオストラコンに殺された過去を持つ。ドゥルグワント城でのオストラコンとの決戦において見事本懐を遂げるも、オストラコンの最期の呪詛から一行を庇い、消滅。
なお、ドラマCD版では年齢設定が引き下げられ、アトルシャンたちとほぼ同世代になった。
サオシュヤント
声 - 子安武人 / 速水奨
放った矢は丘を吹き飛ばすとまで言われている弓の英雄。風の英雄と呼ばれている。かつてオストラコンに強奪された弓を取り戻すべく、ヤマンに代わる形でアトルシャン一行に加わる。仙人（仙神）フシュルヌムを師に持つ。
「サオシュヤントの弓」を取り戻しても、その弓には呪いがかけられて本来の力が発揮できなくなっていたが、海のミコの血液で染まったレザーアーマー「真紅のレザー」によって呪いは緩和される（ゲーム的には、行動力減少がある弓に対して防具で行動力が増えて増減が0になる）。魔王を倒して弓の呪いが解けた後には、威力不足を感じたのかクロスボウ型の「S. カスタム・ボウ」に改造している。
メリル＝ウィード
サブシナリオ「メリル＝ウィードの章」で登場。母の病気を治すために単身で踏み込んだ危険なマンドラゴラの森で、食人植物マン・イーターに食べられていたところを、アトルシャンたちに救出される。
戦闘で活躍できるような能力は特になく、むしろ死なせないように守る必要がある。
ミスティーナ＝フローラ
サブシナリオ「ミスティーナの章」で仲間になる。魔女ヴィナス＝フローラの孫娘。妖魔に憑依された母アルテミス＝フローラの救出をハスラムに頼む。
戦闘では魔法を使う。
サギー
サブシナリオ「サギーの章」で仲間になる。叔父のハダル博士の研究による、「時空の歪みによって世界は滅亡の危機に瀕しており、それを防ぐにはヴィーム文明の遺産が必要」という話を信じて捜索する。
戦闘では、弓系の武器を使う。シナリオ内で入手する「粒子カッター」も装備可能。
ワラムル
声 - ？ / 田中秀幸
バージルの町で診療所を開業中の名医兼魔法使い。長く尖った耳が特徴だが、いわゆるエルフ族ではない。
パソコン版ではNPCで最後発のTOWNS版でも声無しの扱いだった。ホスロウの看病やハスラムの解放の他に、回復アイテム「ワラムルの秘薬」の調合、黒水晶から解放された後のハスラムを強化する会話イベントなどがある。
PCE版以降では呪いで黒水晶に封印されたハスラムを救える「ある薬草」を取りに行くシナリオが追加されたため、そのシナリオ中のみプレイヤーキャラとしてアトルシャン一行に加わるようになった。戦闘では混乱状態から回復させる魔法を使って皆を助ける一方、自慢のメス裁きを見せるが、実はメス自体に攻撃力はない。

### ドラゴン
エメラルドドラゴン
声 - 沢木郁也 / 小川真司 / 銀河万丈
かつて2000年前にアヴェスタの力を封じた龍族の英雄。仙神フシュルヌムとは親友。
PCE版とSFC版では伝説の魔物・ザンディーグと戦い、自らの存在と引き換えにこれを宝珠・アヴェスタに封印した、という設定になっている。
意思は魔剣ヴェンディダードに封印され、その復活を願って力あるドラゴンたちが身体となるエメラルドグレイス（銀の鱗、ドラゴンオーブ〈※PCE版とSFC版では紫龍の水晶〉、黄金の牙、黒き爪〈※PCE版とSFC版では黒龍の爪〉、赤龍の角）を作った。これらが再び揃えば完全復活を果たせるが、それは同時にアヴェスタの力を解放することにもつながる。
『エレメンタル ドラグーン』では「聖龍」名義で登場する。ドラゴニア（ドラゴン小国）に戻っていたが、ドラゴニアの結界を司る秘宝「オクトラピス」が何者かに盗まれ、その奪還のために若い白龍であるバラージをイシュ・バーンへと遣わす。その際に銀の鱗に代わる「ジルバグラール」というアイテムを生み出し、彼を人間に変えた。その代償として足が動かなくなる。
ヴェンディダード
声 - 沢木郁也 / 小川真司 / 銀河万丈
ヘルマンド山の中腹、湖にある孤島に突き刺さっている伝説の魔剣。
アトルシャンが装備可能な剣類では最強の攻撃力を誇る上、エメラルドドラゴンの意思が封印されているという設定で、エメラルドドラゴンの化身そのものといえるため、ここに分類した。
人語を理解でき、発声による会話も行えるので、相談コマンドにも登場することがある。
白龍（はくりゅう）
声 - ？ / 青野武
ドラゴン小国の長を務める老ドラゴン。漂着した少女にタムリンの名を与え、アトルシャンと兄妹同然に育て上げた。
パソコン版ではタムリンとアトルシャンをどうやって次元の壁の超えさせてイシュ・バーンへ送ったかがはっきりしなかったが、PCE版とSFC版では序盤にアトルシャンの決意と力を試すシナリオが追加されたため、ディアナ山にある異界の門を開いて彼を送り出すシーンを見ることができる。
『エレメンタル ドラグーン』にも登場。主人公バラージは曾孫にあたる。
シルバードラゴン
声 - 西村知道 / 戸谷公次 / 矢田耕司
ドラゴン小国へは渡らず、オヴィングストンの洞窟の最深部でひっそりと生き続けていた老ドラゴン。かつてイシュ・バーンに呪いが掛けられた際は同朋を一人でも多く救おうと、自らの鱗を全て剥ぎ取り魔力を込めて磨き上げ、銀の鱗を作り出した。
ドラゴンゾンビ
声 - ？
ジェルメスの洞窟の最深部にある神殿で、悠久の昔からアヴェスタを守り続けていた巨大なドラゴン型アンデッドモンスター。
その正体はかつてアヴェスタに潜在する力に気付き、悪用を懸念してダードワの神殿から持ち去ったゴールドドラゴンである。その身体にはエメラルドグレイスの一つ・黄金の牙が秘められている。
龍族への呪いにより朽ち果てるもなお、その使命感からかゾンビ化してアヴェスタを守り続けてきたが、アトルシャン一行に倒されたことで解放され、ようやく永遠の眠りに就いた。
プラティナドラゴン
名前のみ登場。3000年前の龍族の王。かつて龍族とホルスの戦争が繰り広げられた時代にホルスの王ストラティ2世と戦い、刺し違えた。

### 魔軍
オストラコン
声 - 中村大樹 / 塩沢兼人 / 山崎たくみ（エレメンタル ドラグーン）
魔将軍。本名はダリアス・オストラコン。
元は人間だったにもかかわらず、自らの意思で魔軍に加わり残虐非道の限りを尽くしたことでガルシアに一目置かれ、魔将軍の位に就いた。
物語途中、フウォーウィーの町の魔軍前線司令部においてアトルシャンに右腕を斬り落とされるが、上級悪魔アークデーモンに魂を売り渡して契約、一目で魔物の腕とわかるそれに替えた。その後は以前にも増して非道を奮い、一時は優勢に転じていたエルバード王国を攻め返して軍団長サダを戦死させ、ハスラムを黒水晶に閉じ込め人質に取るなど、自らに傷を負わせたアトルシャン一行を執念深く苦しめる。
ドゥルグワント城での決戦で敗れた際、命を捧げる更なる契約で一行全員の命を奪う呪詛を浴びせるが、身を呈したカルシュワルにより失敗に終わる。しかしオストラコンは、アークデーモンと化してアトルシャンたちに襲い掛かった。
『エレメンタル ドラグーン』では「魔将軍」名義で登場。考古学者であったツヴァイトを操り、ミネラ皇国の近衛五星騎士の戦いを利用して魔力を集めさせ、ホルスの末裔であるソランの肉体を媒介に復活を遂げる。その力で主人公であるバラージを圧倒するも、駆け付けたアトルシャンに再び腕を斬り落とされる。しかし再生するまでもなくすぐに腕を接合できるほどの力を手にしており、アトルシャンと10年の時を経た死闘を繰り広げる。冥界で得た力により魔物そのものの姿に変身してアトルシャンを追い詰めるが、タムリンに魔力を注入された秘石を手にした近衛五星騎士4人の総攻撃を受ける。それでも致命傷には至らなかったが、近衛五星騎士シャオラの放った氷眼の攻撃で冷え切ったところをアトルシャンの炎眼の必殺技を受けて倒され、再び冥界へと落ちた。
アークデーモン
声 - ？
魔王ガルシアにも劣らぬ力を持っているとされる上級悪魔。
契約を結んだオストラコンに対し魂を代償に魔物の腕を与え、命を代償に現世に出現。
オストラコンとの戦いで疲弊したばかりのアトルシャン一行に襲いかかる。
パラゴ
声 - ？
魔闘鬼。オストラコンの部下。ハスラムには、ハゲと呼ばれていた。
力だけかと思いきや、囚人に化けたりするなど少しは頭を使っている。
エルム
声 - ？
魔邪鬼。オストラコンの部下。フウォーウィーでオストラコンを追いつめたアトルシャンに立ちはだかる。
部下を伴っていないものの、遠距離から魔法を放つという厭らしい戦法をとる。
オストラコンへの忠誠心が高い。
バシタ
声 - ？
魔戦鬼。オストラコンの部下。双剣使い。
剣だけでなく、魔法攻撃なども行ってくる。
ガルシア
声 - ？ / 戸谷公次
魔王。ティリダテスにより魔界からイシュ・バーンへと召喚された。
魔軍を率いて聖地を戦火に包む一方、ティリダテスとの契約に従い、オストラコンにアヴェスタを探させる。
魔王だけあって秘めたる魔力は極めて高く、山のミコを一時は従属させていたほど。
召喚されイシュ・バーンに侵攻した際、カシャ湾の海底からエメラルドグレイスの一つの黒き爪を入手。余程気に入ったのか、配下の者たちに預けようとはせず、以後も自分で持ち続けていた。
オストラコンどころかアークデーモンまでも倒して次は魔王殿へ迫ろうとするアトルシャン一行に対し、魔王殿に居ながら彼らの目前で山のミコを一撃で死に至らしめるなどして自分の強大な魔力を見せ付けるが、結局は魔王殿最深部へ踏み込んできた一行の前に倒れ、黒き爪を残して消滅。魔王殿はガルシアの魔力により堅牢さを保っていたらしく、それからまもなくして崩れ去った。
機種によってグラフィックが異なり、SFC版では長大な剣を使用していた。

### ホルス
人間からは「古代神」と呼ばれている存在で、強大な魔力を持ち呪文を唱えず魔法を使用可能な、人間とは異なる種族。だが外見上は人間と変わらず、ミコのように人間との混血も居る。
ドラゴンと戦争する以前はダードワに居てアヴェスタもダードワ神殿に祀られていたという。ドラゴンと同様にホルスも長寿ゆえか子宝に恵まれない。現在はヘルマンド山中に巨大な城塞都市を築き上げている。
海のミコ
声 - ？ / 江守浩子
紅の古文書を持つ者を正しく導くことを定めとしている巫女。山のミコとは双子の姉妹。
タムリンと同じくホルスの血を引いており、タムリンに彼女自身もホルスであることと、テレポスタの使い方を教える。
マルギアナ東の海岸でガルシアがアトルシャン一行を襲った際には、神殿に居ながらもその魔力を抑え込み、一時的に弱体化させるほどの実力を発揮した。
SFC版では実際に現地に現れ、ガルシアの魔力を押さえ込んでいる。
ドラマCD版では魔王ガルシアの力を抑えていたが、最後は彼に踏み潰されてしまう。
山のミコ
声 - ？ / 江守浩子
青白き古文書を持つ者を正しく導くことを定めとしている巫女。海のミコとは双子の姉妹。
タムリンや海のミコと同じくホルスの血を引いているが、一時はガルシアの強大な魔力に屈し、やむなく従っていた。贖罪の意味も込めて、自らの血で染め上げた「深紅のレザー」をサオシュヤントに授けるが、その直後にガルシアの怒りの雷撃を食らい、一撃で葬り去られる。ちなみに「深紅のレザー」には、サオシュヤントの弓を弱めるガルシアの呪いの力を減少させる力がある（ゲームシステム的には弓は行動力消費が多く、深紅のレザーは行動力が上がる）。
ドラマCD版では海のミコが役割を兼任しているため、登場しない。
ジェシル
声 - ？ / 山寺宏一 / 鈴木博紀
PCE版とSFC版に追加されたキャラクター。ホルスの王宮でアトルシャンたちと引き離され部屋に一人軟禁されてしまったタムリンを救い出した青年騎士。
一族代々、王家に仕える任に就いており、彼の父親もかつてはタムリンを含む王家の人間をティリダテスの手から逃れさせるべく、船で脱出させた人物である。
パソコン版ではホルスの洞窟を抜けた後、20年前に行方不明になった王女フィアルと発覚したタムリンがアトルシャンたちと引き離され、急遽準備された王位継承式を控える身になるが、自力で王宮から脱出して牢屋の見張りを気絶させ、投獄されていたアトルシャンたちを救出する。
この一連の展開はアトルシャンたちの視点で描かれたビジュアルシーンになっており、タムリンがどのように行動したかは描かれていない。
PCE版移植スタッフは、タムリン視点を追加する際に、彼女がもうすぐ女王になる身とはいえ軟禁を受けるであろう上、さらに堅牢な王宮を一人で行動する展開は矛盾が生じると考え、軟禁された彼女を助ける役としてジェシルを追加。さらにその後、タムリンをプレイヤーに操作させてアトルシャンたちの元へ向かわせるように、シナリオを変更した。
ティリダテス
声 - 水島鉄男 / 青野武 / 森功至
ホルスの宰相。選民思想が強く、イシュ・バーンから人間とドラゴンを排除し、太古の時代のように再びホルスの民でイシュ・バーンを支配してその頂上に君臨せんと野心に燃える強硬派。
外見こそ若いが、既に3,000年以上生きているだけあって中身はしわがれた声で喋る老人。3,000年前は先々代の王でタムリンの祖父であるストラティ2世に仕えていた。ストラティ2世はティリダテス同様の思想を持っていたが、龍族とホルスの戦争が繰り広げられた際に、龍族の王プラティナドラゴンと刺し違えて死亡。ストラティ2世の跡を継いだ穏健派である先王ストラティ3世がドラゴンと和平を結んだため、ティリダテスは王に失望する。
2,000年前に自身が創ったアヴェスタを用いてイシュ・バーンの地にドラゴンへの呪いを掛け、それにより豊かだった西の平原は砂漠へと変貌してしまった。しかし、アヴェスタ自体の能力は竜族の英雄エメラルドドラゴンがその身と引き換えに封印し、ティリダテス自身のアヴェスタに関する記憶の一部もエメラルドドラゴンによって封印された。その後アヴェスタは他のドラゴンたちによりイシュ・バーンの何処かへ奪い去られてしまった。
そして20年前、王が王家の船で出かけた折を狙って先王ストラティ3世の暗殺を企み、船を難破させてホルスの最高権力を握ったティリダテスは、アヴェスタを取り戻すべく魔界から魔王ガルシアを召喚した。
絶命寸前にはアヴェスタの扱いに関する記憶を取り戻し、アヴェスタの化身である巨大な魔物ザンディーグへと精神を転移させることで、アヴェスタ自体の封印を無効化。こうしてザンディーグの肉体とアヴェスタの力を取り戻したティリダテスは、先王同様の思想を持つタムリンからホルスの力を失わせる。
PCE版とSFC版では、自身も絶命寸前まで認識してはいなかったが、太古からザンディーグに憑依されていたという設定になっており、アトルシャン一行に敗れた後、自身を贄としてザンディーグを復活させて消滅する。

### その他
フラワルド男爵
エルバード王国の貴族。国王にも名を知られる人物だが、魔軍に内通しており、かつてバルソムを追放した。
ドラマCD版ではエルバード王の親族という設定になっている。
サダ
声 - ？ / 島田敏
エルバード王国の軍団長を務める騎士隊長。有能な人物で自身の名のつく砦もあったが、オストラコンの再攻勢の際に戦死する。戦死後に彼の妻から譲られる「ナイトシールド」は、彼の形見でもある。
タップ
レジスタンスの一員でブドウ酒が好き。通称・タップじいさん。
連絡員として活動しており、道具屋の主人など町の人とも協力関係を築いている。
トマス
レジスタンスの一員。少々お調子者。
レジスタンスの実行部隊らしく、ハスラムの砦越えを手助けしたり、SFC版ではドゥルグワント城攻略戦の先鋒を務めたりと活躍している。
ウルワンの長老
イシュ・バーンに戻ってくるも身寄りのないタムリンを、村に優しく迎え入れた。
ある程度魔法が使えるらしく、タムリンに魔法の基本を教えた。
SFC版ではゲーム序盤であることを行うと、タムリンのために隠した超絶強力な武器防具の数々が手に入る裏技がある。
ウィード夫人
メリルの母。病床に就いている。彼女を助けると、夫の形見である「名剣ガラティン」が貰える。
魔法使い
マンドラゴラの森の奥に住む魔法使い。
ダードワの村の酋長
ヤマンの父親で名前は不明。戒律を第一としている。
それゆえ世俗の出来事にはうとく、助けてもらっても礼の言葉すら述べずに村に帰ってしまったりする。
フワル
ダードワの神殿を守る妖精。イシュ・バーンを含むこの世界全ての創造主とされるダードワの神に仕えている。
フシュルヌム
声 - ？ / 藤本譲
ヘルロード山に住み、「仙神」の呼び名を冠している老人で、サオシュヤントの師。
ファルナもアトルシャン一行から外れている間は彼の元で学び、新たな杖を授けられることとなる。このとき、ファルナにセクハラを行った。
2000年前に死んだエメラルドドラゴンとは親友の間柄であり、既に数千年も生き続けている。
見た目の威厳とは裏腹に、結構お茶目な性格。
アルテミス・フローラ
エルバード王家によって火刑にされた魔女ヴィナス・フローラの娘。
ヴィナスの最期を理由に王家を恨んで妖魔化したと噂されているが、実は妖魔に憑依されているだけだった。
娘を愛し、大事にしている。
ハダル博士
世界滅亡を防ぐためにヴィーム文明の遺産が必要だと説くが、実は遺産とはクワガタ戦車「KAME2000」であり、その力による世界征服を企んでいた。
木人
ヴィーム文明時代の人間であるジゴラ博士が、意識を移して現存している木人。
鍵をサギーたちに託して眠りに就こうとしたが、その後に起こった悲劇を嘆き悲しんだ。
ラー
エメラルドドラゴンの魔力によって創られた、巨大な怪鳥。
ホルスを監視すると共に、ヘルマンド山中から砂漠へ抜ける洞窟の出口を封じている。
ザンディーグ
声 - ？ / ？ / 田中一成
本作のラストボスで、アヴェスタの化身である巨大な魔物。
PC版では、ティリダテスがザンディーグの肉体に精神を移すことでアヴェスタの封印を無効化。アヴェスタの持てる力を解放し、ホルスらしくないタムリンを人間に変え、アトルシャン一行に最後の戦いを挑む。
PCE版とSFC版では、エメラルドドラゴンによってアヴェスタに封印されていた魔物であり、太古からティリダテスに憑依して彼の精神を加速度的に暴走させていたという設定になっている。
最終決戦後、ホルスの町はザンディーグに秘められていたアヴェスタの力の暴走により、ヘルマンド山ごと消滅してしまう。

## スタッフ

### パソコン版スタッフ
- 販売：バショウハウス
- プロデューサー：加藤久人
- 著作：グローディア
- プログラム・仕様：池亀治
- 98版プログラム・エンディングビジュアルなど：向井純
- 68版プログラム・オープニングビジュアルなど：桑田浩之
- シナリオ：飯淳
- マップ メイン：高橋充
- マップ サブ：天城秀行
- ビジュアル・キャラクターデザイン：木村明広
- キャラクター：高橋誠
- ミュージック：岡村宏美
- ミュージック サブ：佐藤天平
- ミュージック サブ：恋瀬信人
- TOWNS版BGM編曲：中村一気

### PCエンジン版スタッフ
- 制作・著作：メディアワークス、NECホームエレクトロニクス
- 原作：飯淳
- 原画：木村明広
- 音楽：福田裕彦
- 監修：桝田省治
- ビジュアルプログラム・演出：岩崎啓眞
- システム設計：長谷川浩
- システムプログラム：高木大輔
- シナリオプログラム：赤沢正雪、小西康雅
- デバッグ：須田直樹、安藤誠、井上孝司、鹿沼広美
- プログラムマネージャー：佐々木哲哉
- マップグラフィック：岡田寛
- キャラクタグラフィック：林田淳、山本純子
- 戦闘キャラクタグラフィック：はやしひろし、永田竜也
- ビジュアルグラフィック：小松原直美、中里荘志、関洋一、白倉浩憲、佐野祐一、笹川泰英、内山紳介、高山奈巳、藤沢えいる
- グラフィックテクニカルディレクター：山根ともお、小林功一郎
- 効果音・ADPCM：吉川雄次、安田拓也
- ADPCM修正：森永由美子
- PSGBGM：音楽工房
- ディレクター：松本康志、橋本博忠
- エグゼクティブプロデューサー：田中毅、安田清明
- プロデューサー：清水始、竹内政夫
- 広報宣伝：近藤信之、安藤誠
- NECパーソナルシステム：多数
- SPECIAL THANKS：多数
- 制作協力：（株）青二プロダクション、（株）アルファシステム、（有）オカリナシステム、（有）ジオ・ファクトリー、（株）スラップショット、（有）マーズ、（株）ライトスタッフ

### スーパーファミコン版スタッフ
- 原作：飯淳
- 制作・総指揮：角川歴彦
- プロデューサー：高橋孝造、清水始
- 企画・ディレクター：佐藤修
- キャラクターデザイン・パッケージ・販促イラスト：木村明広
- パッケージ・販促イラスト：セイン流、みさかあつひろ
- 監修：桝田省治
- システムプログラム・バトルプログラム：高木大輔
- イベントプログラム：赤沢正雪、小西康雅
- ステータスプログラム：宮崎和久
- カジノプログラム：萩原務
- 音楽：福田裕彦
- サウンドエフェクト：安田拓也
- マップデザイン：岡田寛、梅田健志、山本純子
- オブジェクトデザイン：横沼公理、有吉陽平、永田竜也
- カジノデザイン：風上旬
- 広報：重谷敬代
- 協力：アルファシステム、青二プロダクション、スラップショット、H・M・L、ハンズ・プロジェクト、自転車、竹田団吾（劇団新感線）
- SPECIAL THANKS：佐々木哲哉、長谷川浩、山本耕司、国分政昭、岡田直、田村聡子、斎藤由起、鹿沼広美、藤井義輝、熊谷聡、鍋山広一

## 備考
- グローディアのゲームソフト『サバッシュ』には、「ドラゴン小国」が登場する。
- 同じくグローディアのゲームソフト『バイブルマスター』では、ワイバーンの隠れ里で、青いドラゴンがすごい速度で大陸上空を横切り、どこかへ向かって飛んでいったという昔話が聞ける。
- アリスソフトのアダルトゲーム『闘神都市』には、CGこそ用意されていないものの、「アドルシャン」という剣士が登場（『イースシリーズ』シリーズの主人公アドルとの掛け合わせ）。劇中の大会で相手の嘔吐物まみれになって敗退する。

## 関連商品

### 書籍

#### 攻略本
エメラルドドラゴン ガイドブック改訂版（秀和システム）
文・絵：青山雄一 / 口絵：木村明広 / ISBN 4879662488
木村明広はカバーイラストと巻頭カラーページとモンスター解説カラーイラストを数点担当したのみ。改訂版になって木村明広のイラストが増えたのは、当時パソコンショップで働いていた篠崎砂美のアドバイスによる。中身の挿絵は著者である青山雄一によるもの。
エメラルドドラゴン 完全ガイドブック（冬樹社）
編・著：株式会社ヘッドルーム / ISBN 4809280217
公式スタッフの手は一切入っていない。ホルスの城塞も含め、全てのマップを手書きの地図を用いて攻略している。
エメラルドドラゴン 公式ガイド（メディアワークス）
ISBN 4073009141
PCエンジン版攻略本。PCエンジン版の全攻略データを網羅している。
エメラルドドラゴン オフィシャルファンムック（メディアワークス）
ISBN 4073035223
スーパーファミコン版までの木村明広のイラストを中心に、作品の歴史をまとめた集大成ムック。木村やドラマCD版出演声優へのインタビューも掲載されている。
電撃CD-ROM and BOOK1 エメラルドドラゴン（メディアワークス）
ISBN 4073005936
メディアワークスによる総力特集と、PCエンジン版ゲーム序盤や名場面集などが収録されている。ゲーム序盤に関しては開発途中バージョンを元にしているためか、ビジュアルシーンでのBGM出力タイミングが製品版と異なっている。また、相談コマンドには今回のためだけに書かれた内輪ネタの台詞が存在する。

#### ノベライズ
エメラルドドラゴン（メディアワークス 電撃文庫）
著：飛火野耀 / 画：木村明広 / 1994年発売 / ISBN 4073019600（上）、ISBN 4073024515（下）
上巻と下巻の全2巻構成。キャラクターの性格や世界設定は大幅に変更されている（特にアトルシャンは人間になったことで記憶を失い、タムリンも魔法を使えないことに加え、彼がドラゴンであることに気付かない）。それに伴い、キャラクターデザインもそれまでの作品とは異なる。
エメラルドドラゴン 竜を呼ぶ少女（メディアワークス 電撃文庫）
著：篠崎砂美 / 画：木村明広 / 1995年発売 / ISBN 4073037307
内容は飛火野版の続編だが、設定は篠崎に再構築されて原作ゲームを踏襲したものへ変わっている。前作から200年後という設定で、それまでの登場人物の子孫も登場する。
篠崎によれば、第2版までの発行部数は7万8千部に達したそうである。

#### コミック
エメラルドドラゴン4コマギャグBOMB!（メディアワークス Dengeki Comics EX）
著：木村明広、風上旬、みさかあつひろ、他 / 1995年発売 / ISBN 4073034103
多数の著者による4コマ漫画のアンソロジー。SFC版製作現場における裏話なども4コマ漫画として収録されている。
エメラルドドラゴン もう一人のアトルシャン（メディアワークス Dengeki Comics EX）
作画：近石雅史 / 脚本：中里融司 / 監修：飯淳 / 1995年発売 / ISBN 4073041487
ゲーム本編の数十年後を舞台にしており、アトルシャンとタムリンの孫が主人公。すっかり老け込んだ姿の原作の人物も登場する。
I Wish...（メディアワークス DC animation magazine wide）
著：木村明広 / 2000年発売 / ISBN 4840214972
物語の1エピソードにヤマンの死を題材にした作品が収録されている。

### CD

#### サウンドトラック
グローディアMusic Vol.1 エメラルドドラゴン全曲集（データム・ポリスター）
アレンジバージョン。全曲収録ではない。TOWNS版では、内蔵音源ではないビジュアルシーンなどの曲は、これに収録されているものと同一。
電撃CD文庫 エメラルドドラゴン（メディアワークス）
PCエンジン版BGMを収録。その名が示すとおり、書籍扱いのためにISBNが付けられ (ISBN 4073006479) 、書店ルートで販売された。
エメラルドドラゴン SFCゲームミュージックアルバム（メディアワークス）
スーパーファミコン版BGMを収録。

#### ラジオドラマ
エメラルドドラゴン ドラマ・シリーズ VOL.1 - 5（ポリスター）
スーパーファミコン版発売に際して文化放送のラジオ「エメラルドドラゴン」で放送された。全20話。その後CD化された。PCエンジン版の関連商品ではあるが、一部の声優がゲームと変更されている。また、サダの妻（声：大本眞基子）やゴーメズ（声：坂本正吾）のように、新規に声が付いたキャラクターもいる。基本的にはPCエンジン版のストーリーに添った形で進められた。ゲームと異なる点は、パーティーは5人以内という人数制限がないためにホスロウも最後の戦いに参戦、山のミコは登場しないなど。
| 文化放送 金曜25:00-25:30枠                                     | 文化放送 金曜25:00-25:30枠                   | 文化放送 金曜25:00-25:30枠                                         |
| 前番組                                                         | 番組名                                       | 次番組                                                             |
| -------------------------------------------------------------- | -------------------------------------------- | ------------------------------------------------------------------ |
| ロードス島戦記～風と炎の魔神～ （1994年10月14日-1995年4月7日） | エメラルドドラゴン （1995年4月14日-10月6日） | 西谷史恐怖館 平松晶子の東京SHADOW （1995年10月13日-1996年3月29日） |

#### イメージソング
エメラルドドラゴン テーマソング 五つの雫 / 約束の地へ（大木理紗 / 笠原弘子）（データム・ポリスター）
エメラルドドラゴン イメージソング 甦る伝説 / 輝く記憶の中に…（笠原弘子 / 芳本麻有）（データム・ポリスター）
上記2枚とも、ドラマCDに収録されたテーマソングのシングルカット版。
ヴォイス フロム エメラルドドラゴン（データム・ポリスター）
タムリン、アトルシャンら主人公5人のイメージソング&インストゥルメンタル集。

## 関連作品
Ga-Ryu［牙龍］GALLANT ROYALBLUE
著：飯淳、絵：木村明広。『マル勝PCエンジン』誌上で6回に渡って連載された小説。PC版のラストから数年後、イシュ・バーンを含む全大地とドラゴン小国に再び訪れる戦乱を描く。オストラコンの復活、龍族の分裂、エメラルドドラゴンの死などと、PC版プレイヤーには衝撃的な展開が盛り込まれていたが、角川書店分裂の事情から第2部が描かれないまま単行本化もされていない。
イシュ・バーン戦記
オストラコンが主役のシミュレーションRPG。魔軍と人々の戦いをオストラコンの視点で描くもので、エメラルドドラゴンのifとなる外伝。パソコンゲーム雑誌『GAME BLAST』（ソフトバンク）に紹介発表記事が掲載されたが、PCエンジン用ゲームソフト『聖夜物語』の制作に注力していた飯淳とシリーズ新作の製作会社との交渉決裂により、開発中止になった。

### エレメンタル ドラグーン -2つの光-
木村明広が2015年より「独自に」着手しはじめた、上記2作品のように、様々な理由によって実現していない「エメドラの続編」を世に出すためのプロジェクト。本作の10年後を描く。クラウドファンディングを使い、まずはドラマCDを出すことを目標としていた。「独自に」とあるように、木村以外のオリジナルスタッフも（正式発表されている限りにおいては）関与していないが、声優は同役で数人が続投している。木村自身は後にゲーム版公開ページにて「マルチバース的な多次元未来の一つととっても良いかもしれない」と語っている。
ドラマCD
プロジェクト第一弾として製作されたドラマCD。「上巻-絆-」「下巻-紡-」の2巻で構成され、内容は合計で約4時間に及ぶ。学生時代にPC版プレイヤーだったという声優の保志総一朗が主人公役兼共同プロデューサーとして参加。ナレーションはTOWNS版にエメラルドドラゴン役などで出演していた沢木郁也が担当している。メインテーマは古代祐三が作曲した。
クラウドファンディングは同年夏から開始し、当初の目標金額に設定していた350万円を大幅に上回る774万5669円（目標の221%）支援額を得て無事終了。2016年5月27日に発売された。
20000円以上のコースへの出資者に対するリターンとして、木村が手掛けたイラストがドラマCDの挿絵のように連動して表示されるイラストムービーが製作された。イラストの一部はCDのジャケットや付属の冊子に描かれている。
木村独自の続編である関係上、本作のキャラクターは名前を伏せての登場となっている。
スタッフ
- 原作・脚本・ビジュアル：木村明広
- プロデューサー：木村明広、保志総一朗
- 音響演出：榎本覚、藤原もりじ
- 音楽：古代祐三、山原一浩

声の出演
- バラージ：保志総一朗
- ハーメル：藤田咲
- クヴェール：小野大輔
- ツヴァイト：杉田智和
- フローラ：浅倉杏美
- ラヴィーネ：甲斐田裕子
- ブリッツ：星野貴紀
- シャオラ：吉野裕行
- ソラン：諏訪彩花
- ミリーズ：橋本結
- ドレシィ：高階俊嗣
- 魔将軍（オストラコン）：山崎たくみ
- 灼髪の剣士（アトルシャン）：関俊彦
- 青の魔導士（タムリン）：笠原弘子
- 隣国の王子（ハスラム）：井上和彦
- 近衛の修道女（ファルナ）：冬馬由美
- ナレーション：沢木郁也

ゲーム
2022年5月22日には、木村がRPG MAKER MVで個人的に作成したゲーム版。当初は有料販売の予定だったが、Windows版の処理落ち強制終了問題が解決できなかったため、BOOTHで無料公開された。
ドラマCDのストーリーをベースにRPGとして再構成し、新規キャラクターやエピソードを多数盛り込んでいる。また、ドラマCD用に描かれたイラストがイベント時に表示される他、ドラマCDと違って本作のキャラクターや固有名詞は伏せられず明記されている。

## イベント
2018年9月15日に、吉祥寺ココマルシアターにて本作の原画展と木村明広のトークショーが開催予定。